# Ringstedt
Ringstedt (niederdeutsch Rings) ist eine Ortschaft der Stadt Geestland im niedersächsischen Landkreis Cuxhaven.

## Geografie

### Lage
Ringstedt liegt zwischen Bremerhaven und Hamburg.

### Ortsgliederung
- Hainmühlen
- Ringstedt (Kernort)
- Wüstewohlde

### Nachbarorte
| Kührstedt                                                                    | Lintig                                      |                                                            |
|                                                                              | Kompassrose, die auf Nachbargemeinden zeigt | Lintig – Ortsteil Meckelstedt Lintig – Ortsteil Großenhain |
| Sellstedt (Einheitsgemeinde Schiffdorf) Wehdel (Einheitsgemeinde Schiffdorf) | Köhlen                                      |                                                            |

(Quelle:)

## Geschichte

### Eingemeindungen
Im Zuge der Gebietsreform in Niedersachsen, die am 1. März 1974 stattfand, wurde die zuvor selbständige Nachbargemeinde Hainmühlen in die Gemeinde Ringstedt eingegliedert.
Zum 1. Januar 2015 bildete Ringstedt mit den übrigen Gemeinden der Samtgemeinde Bederkesa und der Stadt Langen die neue Stadt Geestland.

### Einwohnerentwicklung
| Jahr | Einwohner | Quelle |
| ---- | --------- | ------ |
| 1910 | 488       | [ 6 ]  |
| 1925 | 506       | [ 7 ]  |
| 1933 | 554       | [ 7 ]  |
| 1939 | 554       | [ 7 ]  |
| 1950 | 904       | [ 8 ]  |
| 1956 | 763       | [ 8 ]  |
| 1973 | 639       | [ 9 ]  |
| 1975 | 0746 ¹    | [ 10 ] |
| 1980 | 0768 ¹    | [ 11 ] |

| Jahr | Einwohner | Quelle |
| ---- | --------- | ------ |
| 1985 | 807 ¹     | [ 11 ] |
| 1990 | 819 ¹     | [ 11 ] |
| 1995 | 841 ¹     | [ 11 ] |
| 2000 | 878 ¹     | [ 11 ] |
| 2005 | 882 ¹     | [ 11 ] |
| 2010 | 881 ¹     | [ 11 ] |
| 2014 | 793 ¹     | [ 1 ]  |
| 2017 | 8390      | [ 2 ]  |
| 0    | 0         | 0      |

¹ jeweils zum 31. Dezember
|  |

## Politik

### Ortsrat
Der Ortsrat von Ringstedt setzt sich aus fünf Mitgliedern zusammen. Die Ratsmitglieder werden durch eine Kommunalwahl für jeweils fünf Jahre gewählt. Die aktuelle Amtszeit begann am 1. November 2021 und endet am 31. Oktober 2026.
Aus den Ergebnissen der vergangenen Ortsratswahlen ergaben sich folgende Sitzverteilungen:
| Wahljahr | CDU | SPD | Gesamt  |
| -------- | --- | --- | ------- |
| 2021     | 5   | –   | 5 Sitze |
| 2016     | 4   | 1   | 5 Sitze |

### Ortsbürgermeister
Die Ortsbürgermeister von Ringstedt ist Wilken Gerdes (CDU).

### Wappen

#### Ortswappen
Der Entwurf des Kommunalwappens von Ringstedt stammt von dem Heraldiker und Wappenmaler Albert de Badrihaye, der zahlreiche Wappen im Landkreis Cuxhaven erschaffen hat.
| Wappen von Ringstedt | Blasonierung: „In Blau ein goldener Ring, darin ein goldener Adlerkopf mit rotem Schnabel und roter Zunge.“                                                                                             |
| Wappen von Ringstedt | Wappenbegründung: Der Ring weist auf den Ortsnamen hin. Der goldene Adlerkopf ist ein Sinnbild des Gerichts und erinnert daran, dass Ringstedt früher als Hauptort einer Börde Gerichtsort gewesen ist. |

#### Wappen des Ortsteils

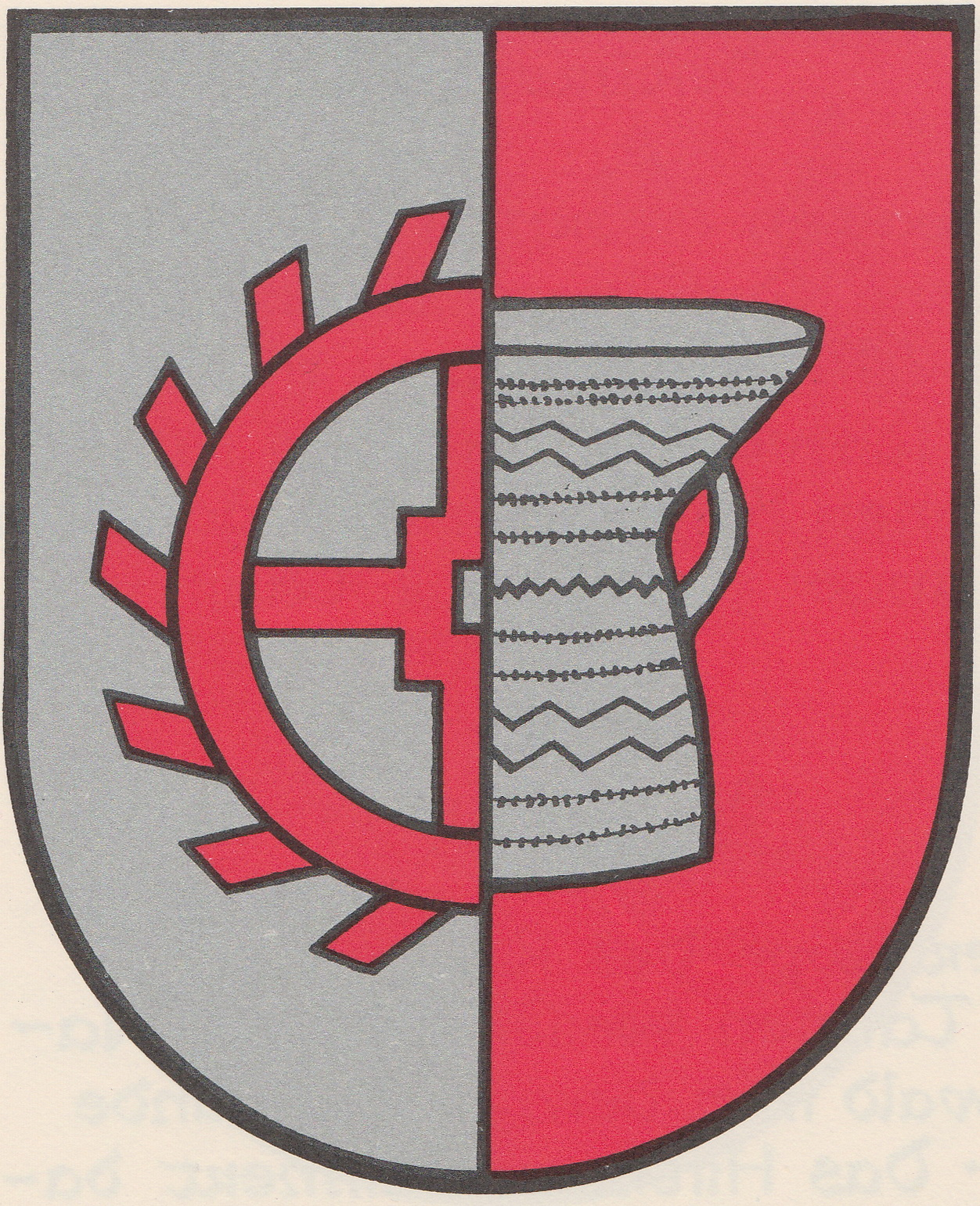
Hainmühlen (Details)

## Kultur und Sehenswürdigkeiten

### Bauwerke
- Simultankirche St. Fabian
- Wassermühle Hainmühlen von 1829

### Grünflächen und Naherholung
- Naturschutzgebiet rund um den Ringstedter See

## Wirtschaft, Verkehr, Infrastruktur
Ab Mitte der 1966er-Jahre gab es die Buslinie C (später Linie 15) der Verkehrsgesellschaft Bremerhaven AG (VGB) zum Hauptbahnhof Bremerhaven, die 1997 eingestellt wurde. Der Ort wird heute über ein Anruf-Sammel-Taxi (AST) mindestens alle zwei Stunden an den öffentlichen Personennahverkehr angebunden.
Im Dorf gibt es die Freiwillige Feuerwehr, einen Sportverein (Fußball, Tennis, Indoorsport), einen Schützenverein und den Golfclub Gut Hainmühlen mit Golfplatz.
In Wüstewohlde befindet sich eine Jugendherberge, die Übernachtungsmöglichkeiten in 10 Sommerhütten oder diversen Zeltplätzen anbietet.

## Sagen und Legenden
- Die Römerschlacht von Köhlen-Ringstedt
- Das gebrochene Wort